# Proechimys goeldii
Proechimys goeldii é uma espécie de roedor da família Echimyidae.
É endêmica do Brasil, onde pode ser encontrada ao sul do rio Amazonas e a leste do rio Madeira. É possível que ocorra também na Colômbia.